# تپه مامونگکوکومپورانگکونتجونیا
تپه مامونگکوکومپورانگکونتجونیا (به انگلیسی: Mamungkukumpurangkuntjunya Hill) تپه‌ای در استرالیای جنوبی است. این نام در زبان بومی استرالیا، برابر «جایی که دیو می‌شاشد» است.